# Ruta Jacobea de Pequeña Polonia
Se conoce como Ruta Jacobea de Pequeña Polonia (El Camino de Santiago de Pequeña Polonia o El Camino Małopolska) al trayecto comprendido entre Sandomierz y Cracovia.

## Trazado de la ruta
- Sandomierz (Iglesia de Santiago)
- Klimontów
- Kotuszów
- Szczaworyż
- Wiślica
- Probołowice
- Pałecznica
- Niegardów
- Więcławice
- Cracovia

## Saber más
- Sandomierz
- Więcławice
- Voivodato de Pequeña Polonia
- Voivodato de Santa Cruz